# 마왕 2099
마왕 2099(일본어: 魔王2099, Demon Lord 2099)는 무라사키 다이고가 글을 쓰고 쿠레타가 그림을 그린 일본의 라이트 노벨 시리즈이다. 이 시리즈는 2021년 1월 후지미 쇼보에서 후지미 판타지아 문고 각인으로 출판을 시작했다. 라이트 노벨 시리즈는 옌 프레스에서 영어로 라이선스를 받았다. 아카시로 키이로의 만화 각색은 2021년 11월부터 2022년 6월까지 가도카와 쇼텐의 소년 에이스 플러스에서 온라인으로 연재되었다. 사쿠라이 유타카의 두 번째 만화 각색판은 2023년 3월 같은 웹사이트에서 연재를 시작했다. J.C.STAFF가 제작한 애니메이션 TV 시리즈 각색이 예정되어 있다. 2024년 4분기에 첫 방송된다.

## 구성
마법의 환상세계 알니스에서는 악랄한 마군주 벨톨 벨벳 벨스발트가 영웅 그람에게 전투에서 살해당했다. 500년 후, 그의 부하인 마키나 솔레이지는 마법을 사용하여 벨톨을 부활시킨다. 그러나 그가 떠나 있는 동안 알니스는 2023년에 산업 세계인 지구의 산업 세계와 합병되면서 "판타지"라는 재앙을 겪었다. 이로 인해 다양한 인종 간의 편견, 국경의 붕괴, 새로 설립된 도시 간의 전쟁이 발생했다. 전쟁이 끝난 뒤 상대적인 평화가 찾아왔고, 알니스의 마법이 지구의 산업과 결합해 '마법공학'이라는 마법공학을 탄생시켰다. 2099년 신주쿠(구 도쿄)에서 부활한 벨톨은 마키나와 그녀의 해커 친구 타카하시와 함께 권력을 되찾고 다시 한 번 세계 정복을 시도한다.

## 같이 보기
- 이수라